# Orlando Luz
Orlando Luz (Carazinho, 8 de fevereiro de 1998) também conhecido como Orlandinho, é um tenista brasileiro que foi campeão do evento de "Duplas Júnior" do Torneio de Wimbledon de 2014.
Ganhou proeminência nacional em 2014 ao ganhar três competições individuais seguidas no circuito ITF júnior de tênis no ano de 2014 (Asuncion Bowl, Banana Bowl e Campeonato Internacional de Tênis de Porto Alegre), levando-o a assumir temporariamente o segundo lugar no ranking júnior com apenas 16 anos de idade (o ranking júnior vai até os 18 anos de idade).
Em 2015, aos 17 anos, assumiu a liderança do ranking mundial júnior. É considerado uma das promessas do tênis brasileiro.

## Trajetória esportiva
Luz começou a jogar tênis com três anos de idade auxiliado pelo pai, Orlando Luz, técnico de tênis na cidade de Carazinho, no estado do Rio Grande do Sul.
Depois de se destacar nas categorias 12 anos e 14 anos internacionais, Orlando Luz começou a jogar na categoria principal júnior ITF em 2013, aos 15 anos de idade.
Em março de 2014 conquistou três títulos em sequência, na chave de simples, da categoria 18 anos ITF, cedendo apenas um set, além de dois títulos de duplas, junto com João Menezes. Em junho, Orlando alcançou as semifinais em simples e duplas (com João Menezes) em Roland-Garros. Em Wimbledon tornou-se o primeiro brasileiro a se tornar campeão juvenil nas duplas deste torneio, junto com Marcelo Zormann; o último título brasileiro em Wimbledon era de Maria Esther Bueno, em 1966.
Repetiu o ouro em dupla masculina (novamente com Marcelo Zormann) e conseguiu a prata no simples masculino nos Jogos Olímpicos da Juventude 2014.
Em abril de 2015 Orlandinho fez história nos torneios do nível challenger no Brasil ao se tornar o brasileiro mais jovem a vencer uma partida ATP Challenger, chegando na semifinal em Santos e nas quartas de final em São Paulo, com 17 anos (um a menos do que Guga em 1994, na marca anterior).
Em maio de 2015 fez história novamente, ao se tornar líder do ranking mundial júnior aos 17 anos.
Em 2017, Luz parou algumas semanas para realizar uma cirurgia ocular. Descobriu ter ceratocone em estágio avançado. A doença foi contida, mas o que perdeu não poderia ser recuperado. Nos anos seguintes, a má adaptação com uma das lentes de contato à prática de tênis - ela se deslocava, ferindo a córnea - o fez jogar com o acessório apenas no olho direito. O esquerdo, desprotegido, tem apenas 20% de visão. Assim, o jogador prefere disputar torneios europeus, com jogos disputados logo cedo, e escurecendo mais tarde no continente. Jogos noturnos prejudicam seu desempenho.
A partir de 2019, começou a ter boa ascensão nas duplas. Ganhou 2 Challengers e foi finalista em outros 3.
Em janeiro de 2020, ganha mais um Challenger em duplas no Uruguai.
Em fevereiro de 2020, aos 22 anos e sendo apenas o duplista n.135 do mundo, surpreende e realiza o grande feito de derrotar a dupla n.1 do mundo, Cabal / Farah, na estréia do ATP 500 do Rio de Janeiro, junto com Rafael Matos.
Em março de 2024 chega à sua primeira final de ATP em duplas, sendo vice-campeão do ATP 250 do Chile.
Obteve seu primeiro título de ATP em duplas em julho de 2024, sendo campeão do ATP 250 de Bastad junto com Rafael Matos.
Fez a melhor campanha de sua carreira no Torneio de Roland Garros de 2025, onde chegou às quartas de final nas duplas, jogando com Ivan Dodig, ex-nº2 do mundo. Na campanha, ele derrotou os cabeças de chave n.3 do torneio, os alemães Puetz / Krawietz. 

## Finais de ATP Challenger Tour e ITF Futures

### Simples: 22 (9 títulos, 13 vices)
| Legenda                   |
| ------------------------- |
| ATP Challenger Tour (0–1) |
| ITF Futures (9–12)        |

| Resultado | V–D  | Data     | Torneio                       | Categoria         | Superfície | Oponente                | Placar             |
| --------- | ---- | -------- | ----------------------------- | ----------------- | ---------- | ----------------------- | ------------------ |
| Derrota   | 0–1  | Ago 2015 | Itália F23, Este              | Futures           | Saibro     | Francisco Bahamonde     | 4-6, 3-6           |
| Derrota   | 0–2  | Nov 2015 | Brasil F7, Santa Maria        | Futures           | Saibro     | João Menezes            | 2-6, 6-7(5-7)      |
| Vitória   | 1–2  | Jul 2016 | República Checa F4, Pardubice | Futures           | Saibro     | Peter Torebko           | 6-2, 6-2           |
| Vitória   | 2–2  | Dez 2016 | Uruguai F1, Punta del Este    | Futures           | Saibro     | João Pedro Sorgi        | 4-6, 6-2, 6-2      |
| Derrota   | 2–3  | Mai 2017 | Espanha F13, Valldoreix       | Futures           | Saibro     | Pedro Cachin            | 2-6, 1-6           |
| Derrota   | 2–4  | Jun 2017 | Itália F13, Pádova            | Futures           | Saibro     | Andrea Collarini        | 4-6, 4-6           |
| Derrota   | 2–5  | Mai 2018 | Egito F17, Cairo              | Futures           | Saibro     | Felipe Meligeni Alves   | 6-7(3-7), 6-7(3-7) |
| Vitória   | 3–5  | Mai 2018 | Espanha F12, Vic              | Futures           | Saibro     | Oriol Roca Batalla      | 7-6(8-6), 4-2 ret  |
| Vitória   | 4–5  | Jul 2018 | Alemanha F8, Kassel           | Futures           | Saibro     | João Souza              | 6-4, 4-6, 6-3      |
| Derrota   | 4–6  | Abr 2019 | M15, Tabarka                  | Futures           | Saibro     | Geoffrey Blancaneaux    | 6-7(3-7), 4-6      |
| Derrota   | 4–7  | Mai 2019 | M15, Tabarka                  | Futures           | Saibro     | Rafael Matos            | 5-7, 5-7           |
| Vitória   | 5–7  | Mai 2019 | M15, Valldoreix               | Futures           | Saibro     | Rafael Matos            | 6-3, 6-4           |
| Vitória   | 6–7  | Jul 2019 | M25, Troyes                   | Futures           | Saibro     | Jules Okala             | 6-0, 7-5           |
| Derrota   | 6–8  | Ago 2019 | M25, Santander                | Futures           | Saibro     | Oscar Jose Gutierrez    | 4-6, 1-6           |
| Vitória   | 7–8  | Set 2019 | Espanha M25, Sevilha          | Futures           | Saibro     | Sergio Gutierrez Ferrol | 6-2, 6-1           |
| Vitória   | 8–8  | Mai 2021 | M15, Antalya                  | Futures           | Saibro     | Giacomo Dambrosi        | 6-4, 3-6 e 6-4     |
| Derrota   | 8–9  | Jul 2021 | M25 Wrocław, Polônia          | World Tennis Tour | Saibro     | Hernán Casanova         | 1–6, 3–6           |
| Derrota   | 8–10 | Ago 2021 | San Marino, San Marino        | Challenger        | Saibro     | Holger Rune             | 6-1, 2-6, 3-6      |
| Derrota   | 8–11 | Jun 2022 | M25, Skopje                   | Futures           | Saibro     | Laurent Lokoli          | 2-6, 1-6           |
| Derrota   | 8–12 | Jun 2022 | M15, Skopje                   | Futures           | Saibro     | Stefan Palosi           | 4–6, 6–1, 3–6      |
| Derrota   | 8–13 | Dez 2022 | M25 Vacaria, Brasil           | World Tennis Tour | Saibro (i) | Román Andrés Burruchaga | 6–0, 4–6, 0–6      |
| Vitória   | 9–13 | Abr 2023 | M15 Mogi das Cruzes, Brasil   | World Tennis Tour | Saibro     | Franco Roncadelli       | 2–6, 6–0, 6–2      |

### Duplas: 52 (36 títulos, 16 vices)
| Legenda                     |
| --------------------------- |
| ATP Challenger Tour (12–10) |
| ITF Futures (24–6)          |

| Resultado | V–D   | Data     | Torneio                             | Categoria         | Superfície | Parceiro                | Oponentes                                    | Placar                  |
| --------- | ----- | -------- | ----------------------------------- | ----------------- | ---------- | ----------------------- | -------------------------------------------- | ----------------------- |
| Vitória   | 1–0   | Nov 2014 | Brasil F12, São Paulo               | Futures           | Saibro     | Fernando Romboli        | Daniel Dutra Silva Pedro Sakamoto            | 6-7(3-7), 6-2, [11-9]   |
| Vitória   | 2–0   | Nov 2015 | Brasil F6, Porto Alegre             | Futures           | Saibro     | Marcelo Zormann         | Ricardo Hocevar Carlos Eduardo Severino      | 3-6, 6-3, [10-6]        |
| Vitória   | 3–0   | Dez 2016 | Uruguai F3, Salto                   | Futures           | Saibro     | Marcelo Zormann         | Marcel Felder Gabriel Hidalgo                | 7-6(7-2), 6-4           |
| Vitória   | 4–0   | Jun 2017 | Itália F18, Sassuolo                | Futures           | Saibro     | Marcelo Zormann         | Marco Bortolotti Walter Trusendi             | 6-3, 6-3                |
| Vitória   | 5–0   | Nov 2017 | Brasil F2, Santos                   | Futures           | Saibro     | Marcelo Zormann         | Caio Silva Thales Turini                     | 6-3, 6-3                |
| Vitória   | 6–0   | Mai 2018 | Egito F16, Cairo                    | Futures           | Saibro     | Felipe Meligeni Alves   | Marco Bortolotti Nicolo Turchetti            | 6-1, 6-4                |
| Vitória   | 7–0   | Mai 2018 | Egito F17, Cairo                    | Futures           | Saibro     | Mohamed Abdel-Aziz      | Tarun Chilakalapudi Vignesh Peranamallur     | 6-1, 6-4                |
| Vitória   | 8–0   | Mai 2018 | Espanha F11, Vic                    | Futures           | Saibro     | Sebastian Korda         | Felipe Meligeni Alves Michel de Krom         | 3-6, 6-2, [10-7]        |
| Derrota   | 8–1   | Jul 2018 | Alemanha F8, Kassel                 | Futures           | Saibro     | Marcelo Zormann         | David Vega Hernandez João Souza              | 1-6, 4-6                |
| Vitória   | 9–1   | Set 2018 | Portugal F12, Porto                 | Futures           | Saibro     | Felipe Meligeni Alves   | Fred Gil David Pichler                       | 7-5, 3-6, [10-6]        |
| Vitória   | 10–1  | Set 2018 | Espanha F26, Oviedo                 | Futures           | Saibro     | Felipe Meligeni Alves   | Diego Matos João Pedro Sorgi                 | 5-7, 6-4, [11-9]        |
| Derrota   | 10–2  | Set 2018 | Espanha F27, Sevilha                | Futures           | Saibro     | Felipe Meligeni Alves   | Christopher Diaz-Figueroa Wilfredo Gonzalez  | 6-4, 6-7(4-7), [5-10]   |
| Derrota   | 10–3  | Fev 2019 | M15 Monastir, Tunísia               | World Tennis Tour | Duro       | Felipe Meligeni Alves   | Eric Crepaldi Joseph W. Van Merter           | 3-6, 3-6                |
| Vitória   | 11–3  | Mar 2019 | M15 Portimão, Portugal              | World Tennis Tour | Duro       | Rafael Matos            | Fred Gil Eduardo Struvay                     | 6-3, 6-4                |
| Vitória   | 12–3  | Mar 2019 | M15 Quinta do Lago, Portugal        | World Tennis Tour | Duro       | Rafael Matos            | Alejandro Gomez Michael Zhu                  | 7-6(6-2), 6-3           |
| Vitória   | 13–3  | Abr 2019 | M15 Reus, Espanha                   | World Tennis Tour | Saibro     | Rafael Matos            | Francisco Cabral Luis Faria                  | 6-2, 4-6, [10-6]        |
| Vitória   | 14–3  | Abr 2019 | M15 Tabarka, Tunísia                | World Tennis Tour | Saibro     | Rafael Matos            | Eric Crepaldi Darko Jandric                  | 6-4, 7-5                |
| Vitória   | 15–3  | Mai 2019 | M15 Tabarka, Tunísia                | World Tennis Tour | Saibro     | Rafael Matos            | Franco Agamenone Franco Emanuel Egea         | 6-4, 6-4                |
| Derrota   | 15–4  | Mai 2019 | M15 Valldoreix, Espanha             | World Tennis Tour | Saibro     | Rafael Matos            | Felipe Meligeni Alves Jaume Pla Malfeito     | 6-1, 4-6, [9-11]        |
| Vitória   | 16–4  | Jun 2019 | Little Rock, Estados Unidos         | Challenger        | Saibro     | Matias Franco Descotte  | Treat Huey Max Schnur                        | 7-5, 1-6, [12-10]       |
| Derrota   | 16–5  | Jul 2019 | M25 Troyes, Espanha                 | World Tennis Tour | Saibro     | Dan Added               | Joffrey de Schepper Pierre Falvre            | 6-2, 4-6, [5-10]        |
| Derrota   | 16–6  | Ago 2019 | Segovia, Espanha                    | Challenger        | Duro       | Felipe Meligeni Alves   | Sander Arends David Pel                      | 4–6, 6–7(3–7)           |
| Vitória   | 17–6  | Ago 2019 | M25 Santander, Espanha              | World Tennis Tour | Saibro     | Rafael Matos            | Ivan Gakhov Jaume Pla Malfeito               | 7-5, 6-4                |
| Vitória   | 18–6  | Set 2019 | M25 Sevilha, Espanha                | World Tennis Tour | Saibro     | Rafael Matos            | Sergio Gutierrez Ferrol Sergi Perez Contrl   | 6-1, 6-3                |
| Vitória   | 19–6  | Out 2019 | Campinas, Brasil                    | Challenger        | Saibro     | Rafael Matos            | Miguel Angel Reyes-Varela Fernando Romboli   | 6–7(2–7), 6–4, [10–8]   |
| Derrota   | 19–7  | Out 2019 | Santo Domingo, República Dominicana | Challenger        | Saibro     | Luis David Martinez     | Ariel Behar Gonzalo Escobar                  | 7–6(7–5), 4–6, [10–12]  |
| Derrota   | 19–8  | Nov 2019 | Montevidéu, Uruguai                 | Challenger        | Saibro     | Rafael Matos            | Facundo Bagnis Andrés Molteni                | 4–6, 7–5, [10–12]       |
| Vitória   | 20–8  | Jan 2020 | Punta del Este, Uruguai             | Challenger        | Saibro     | Rafael Matos            | Juan Manuel Cerúndolo Thiago Agustín Tirante | 6–4, 6-2                |
| Derrota   | 20–9  | Mar 2020 | Monterrey, México                   | Challenger        | Duro       | Rafael Matos            | Karol Drzewiecki Gonçalo Oliveira            | 7–6(7–5), 4–6, [9–11]   |
| Vitória   | 21–9  | Fev 2021 | Concepcion, Chile                   | Challenger        | Saibro     | Rafael Matos            | Sergio Galdós Diego Hidalgo                  | 7-5, 6-4                |
| Vitória   | 22–9  | Abr 2021 | Tallahassee, EUA                    | Challenger        | Saibro     | Rafael Matos            | Sekou Bangoura Donald Young                  | 7–6(7–2), 6–2           |
| Vitória   | 23–9  | Mai 2021 | M15 Antalya, Turquia                | World Tennis Tour | Saibro     | Gabriel Roveri Sidney   | Sandro Ehrat Alexander Erler                 | 6–2, 7–6 (7–2)          |
| Vitória   | 24–9  | Mai 2021 | M15 Antalya, Turquia                | World Tennis Tour | Saibro     | Gabriel Roveri Sidney   | Daniele Capecchi Davide Galopinni            | 6–7(0–7), 7–5, [10–4]   |
| Vitória   | 25–9  | Mai 2021 | M15 Antalya, Turquia                | World Tennis Tour | Saibro     | Ignacio Caru            | Daniele Capecchi Andrea Basso                | 7–5, 1–6, [10–7]        |
| Vitória   | 26–9  | Jun 2021 | Forli, Itália                       | Challenger        | Saibro     | Sergio Galdós           | Pedro Cachín Camilo Ugo Carabelli            | 7–5, 2–6, [10–8]        |
| Vitória   | 27–9  | Jul 2021 | M25 Wroclaw, Polônia                | World Tennis Tour | Saibro     | Oscar José Gutierrez    | Marco Bortolotti Cristian Rodríguez          | 7-6(8-6), 2-6, [11-9]   |
| Vitória   | 28–9  | Jul 2021 | Iași, Romênia                       | Challenger        | Saibro     | Felipe Meligeni Alves   | Hernán Casanova Roberto Ortega Olmedo        | 6–3, 6–4                |
| Derrota   | 28–10 | Jul 2021 | Tampere, Finlândia                  | Challenger        | Saibro     | Felipe Meligeni Alves   | Pedro Cachín Facundo Mena                    | 5–7, 3–6                |
| Vitória   | 29–10 | Jul 2021 | Trieste, Itália                     | Challenger        | Saibro     | Felipe Meligeni Alves   | Antoine Hoang Albano Olivetti                | 7–5, 6–7(6–8), [10–5]   |
| Vitória   | 30–10 | Ago 2021 | Cordenons, Itália                   | Challenger        | Saibro     | Rafael Matos            | Sergio Galdós Renzo Olivo                    | 6–4, 7–6(7–5)           |
| Vitória   | 31–10 | Set 2021 | Kiev, Ucrânia                       | Challenger        | Saibro     | Aleksandr Nedovyesov    | Denys Molchanov Sergiy Stakhovsky            | 6–4, 6–4                |
| Vitória   | 32–10 | Dez 2021 | Rio de Janeiro, Brasil              | Challenger        | Duro       | Rafael Matos            | James Cerretani Fernando Romboli             | 6–3, 7–6(7–2)           |
| Derrota   | 32–11 | Mai 2022 | Salvador, Brasil                    | Challenger        | Saibro     | Felipe Meligeni Alves   | Diego Hidalgo Cristian Rodríguez             | 5–7, 1–6                |
| Vitória   | 33–12 | Jul 2022 | M25 Den Haag, Holanda               | World Tennis Tour | Saibro     | Marcelo Zormann         | James Frawley Akira Santillan                | 7–6(7–5), 2–6, [11–9]   |
| Derrota   | 33–13 | Ago 2022 | Lima, Peru                          | Challenger        | Saibro     | Camilo Ugo Carabelli    | Ignacio Carou Facundo Mena                   | 2-6, 2-6                |
| Vitória   | 34–13 | Out 2022 | M25 Rio de Janeiro, Brasil          | World Tennis Tour | Saibro     | Marcelo Zormann         | Wilson Leite José Pereira                    | 6–4, 6–2                |
| Vitória   | 35–13 | Nov 2022 | M25 Lajeado, Brasil                 | World Tennis Tour | Saibro     | Marcelo Zormann         | João Victor Couto Loureiro Gustavo Heide     | 6–3, 6–2                |
| Vitória   | 36–13 | Jan 2023 | Piracicaba, Brasil                  | Challenger        | Saibro     | Marcelo Zormann         | Andrea Collarini Renzo Olivo                 | walkover                |
| Derrota   | 36–14 | Jun 2023 | Cali, Colômbia                      | Challenger        | Saibro     | Oleg Prihodko           | Guido Andreozzi Cristian Rodriguez           | 3–6, 4–6                |
| Derrota   | 36–15 | Jun 2023 | Medellín, Colômbia                  | Challenger        | Saibro     | Oleg Prihodko           | Juan Sebastián Gómez Andrés Urrea            | 3–6, 6–7(10–12)         |
| Derrota   | 36–16 | Ago 2023 | Todi, Itália                        | Challenger        | Saibro     | Román Andrés Burruchaga | Fernando Romboli Marcelo Zormann             | 7–6(15–13), 4–6, [5–10] |

## Finais de Grand Slam Juvenil

### Duplas: 2 (1 título, 1 vice)
| Resultado | Ano  | Campeonato    | Superfície | Parceiro        | Oponentes                   | Placar        |
| --------- | ---- | ------------- | ---------- | --------------- | --------------------------- | ------------- |
| Vitória   | 2014 | Wimbledon     | Grama      | Marcelo Zormann | Stefan Kozlov Andrey Rublev | 6–4, 3–6, 8–6 |
| Derrota   | 2016 | Roland Garros | Saibro     | Chung Yun-seong | Yishai Oliel Patrik Rikl    | 3-6, 4-6      |

## Olimpíadas da Juventude

### Simples: 1 (1 prata)
| Resultado | Ano  | Campeonato                   | Superfície | Oponente        | Placar   |
| --------- | ---- | ---------------------------- | ---------- | --------------- | -------- |
| Prata     | 2014 | Jogos Olímpicos da Juventude | Duro       | Kamil Majchrzak | 4–6, 5–7 |

### Duplas: 1 (1 ouro)
| Resultado | Ano  | Campeonato                   | Superfície | Parceiro        | Oponentes                     | Placar           |
| --------- | ---- | ---------------------------- | ---------- | --------------- | ----------------------------- | ---------------- |
| Ouro      | 2014 | Jogos Olímpicos da Juventude | Duro       | Marcelo Zormann | Karen Khachanov Andrey Rublev | 7–5, 3–6, [10–3] |

## Representação nacional

### Copa Davis (1–0)
| Grupos                 |
| ---------------------- |
| Grupo Mundial (0–0)    |
| Qualifying Round (1–0) |

| Partidas por Superfície |
| ----------------------- |
| Duro (0–0)              |
| Saibro (1–0)            |
| Grama (0–0)             |

| Partidas por Tipo |
| ----------------- |
| Simples (1–0)     |
| Duplas (0–0)      |

| Partidas por Configuração |
| ------------------------- |
| Indoors (0–0)             |
| Outdoors (1–0)            |

| Partidas por Sede |
| ----------------- |
| Brasil (0–0)      |
| Fora (1–0)        |
| Neutro (0–0)      |

| Todas as Partida de Copa Davis: 2–0 (Simples: 1–0, Duplas: 1–0) | Todas as Partida de Copa Davis: 2–0 (Simples: 1–0, Duplas: 1–0) | Todas as Partida de Copa Davis: 2–0 (Simples: 1–0, Duplas: 1–0) | Todas as Partida de Copa Davis: 2–0 (Simples: 1–0, Duplas: 1–0) | Todas as Partida de Copa Davis: 2–0 (Simples: 1–0, Duplas: 1–0) | Todas as Partida de Copa Davis: 2–0 (Simples: 1–0, Duplas: 1–0) | Todas as Partida de Copa Davis: 2–0 (Simples: 1–0, Duplas: 1–0) | Todas as Partida de Copa Davis: 2–0 (Simples: 1–0, Duplas: 1–0) | Todas as Partida de Copa Davis: 2–0 (Simples: 1–0, Duplas: 1–0) | Todas as Partida de Copa Davis: 2–0 (Simples: 1–0, Duplas: 1–0) |
| Rodada                                                          | Data                                                            | Oponente                                                        | Placar do Confronto                                             | Local                                                           | Superfície                                                      | Partida                                                         | Oponente(s)                                                     | Placar da Partida                                               |                                                                 |
| --------------------------------------------------------------- | --------------------------------------------------------------- | --------------------------------------------------------------- | --------------------------------------------------------------- | --------------------------------------------------------------- | --------------------------------------------------------------- | --------------------------------------------------------------- | --------------------------------------------------------------- | --------------------------------------------------------------- | --------------------------------------------------------------- |
| Copa Davis de 2020 (Grupo Mundial I)                            |                                                                 |                                                                 |                                                                 |                                                                 |                                                                 |                                                                 |                                                                 |                                                                 |                                                                 |
| GM I                                                            | 18–19 set, 2021                                                 | Líbano                                                          | 1–0                                                             | Jounieh                                                         | Saibro                                                          | Simples 1                                                       | Benjamin Hassan                                                 | 6–4, 6–4                                                        |                                                                 |

## Títulos na carreira juvenil
Simples
| Resultado | Nº | Ano  | Campeonato                                                        | Categoria | Superfície | Oponente            | Placar                  |
| --------- | -- | ---- | ----------------------------------------------------------------- | --------- | ---------- | ------------------- | ----------------------- |
| Derrota   | 1. | 2012 | Copa Santa Catarina, Brasil                                       | G3        | Saibro     | Marcelo Zormann     | 4–6, 2–6                |
| Derrota   | 2. | 2012 | Copa Guga Kuerten, Brasil                                         | G4        | Saibro     | Marcelo Zormann     | 1–6, 2–6                |
| Derrota   | 3. | 2013 | 27º Arthrom Cup, Brasil                                           | G3        | Saibro     | Gabriel Hocevar     | 6–3, 2–6, 3–6           |
| Derrota   | 4. | 2014 | Copa Gatorade, Venezuela                                          | G1        | Saibro     | Nicolas Alvarez     | 6–3, 2–6, 0–6           |
| Vitória   | 1. | 2014 | 34° Asunción Bowl, Paraguai                                       | G1        | Saibro     | Francisco Bahamonde | 6-4, 6-3                |
| Vitória   | 2. | 2014 | 44º Banana Bowl, Brasil                                           | G1        | Saibro     | João Menezes        | 6-3, 7-5                |
| Vitória   | 3. | 2014 | Campeonato Internacional Juvenil de Tênis de Porto Alegre, Brasil | GA        | Saibro     | Clement Geens       | 6-4, 6-2                |
| Vitória   | 4. | 2015 | 45º Banana Bowl, Brasil                                           | G1        | Saibro     | Igor Marcondes      | 6-4, 6-3                |
| Vitória   | 5. | 2015 | Campeonato Internacional Juvenil de Tênis de Porto Alegre, Brasil | GA        | Saibro     | Willian Blumberg    | 6-3, 6-4                |
| Vitória   | 6. | 2015 | 56° Trofeo Bonfiglio, Itália                                      | GA        | Saibro     | Corentin Denolly    | 6-4, 6-7(6-2), 7-6(6-3) |

Duplas
| Resultado | Nº | Ano  | Campeonato                                                        | Categoria | Superfície | Parceiro          | Oponentes                            | Placar                     |
| --------- | -- | ---- | ----------------------------------------------------------------- | --------- | ---------- | ----------------- | ------------------------------------ | -------------------------- |
| Vitória   | 1. | 2012 | Copa Guga Kuerten, Brasil                                         | G4        | Saibro     | Osni Júnior       | Pedro Machado Athila Rauch           | 6–4, 6–2                   |
| Vitória   | 2. | 2013 | 30ª Copa Gerdau, Brasil                                           | GA        | Saibro     | Marcelo Zormann   | Spencer Papa Alexander Zverev        | 3–6, 6–2, [10–5]           |
| Vitória   | 3. | 2013 | 27º Arthrom Cup, Brasil                                           | G3        | Saibro     | Gabriel Hocevar   | Rogelio Siller Ayed Zatar            | w/o                        |
| Vitória   | 4. | 2013 | Uruguay Bowl, Uruguai                                             | G2        | Saibro     | Gabriel Hocevar   | Rafael Matos Marcelo Zormann         | 7–6(11–9), 7–5             |
| Vitória   | 5. | 2014 | 34º Asunción Bowl, Paraguai                                       | G1        | Saibro     | João Menezes      | Omar Jasika Alexander Sendegeya      | 6–4, 7–6(7–4)              |
| Vitória   | 6. | 2014 | 44º Banana Bowl, Brasil                                           | G1        | Saibro     | João Menezes      | Naoki Nakagawa Lautaro Pane          | 6–2, 6–2                   |
| Vitória   | 7. | 2014 | 36º Torneio Citta Di Santa Croce, Itália                          | GA        | Saibro     | João Menezes      | Naoki Nakagawa Jumpei Yamasaki       | 6–4, 6–2                   |
| Vitória   | 8. | 2014 | Astrid Bowl, Bélgica                                              | G1        | Saibro     | João Menezes      | Jake Delaney Marc Polmans            | 6–3, 7–5                   |
| Derrota   | 1. | 2015 | Banana Bowl, Brasil                                               | G1        | Saibro     | Miomir Kecmanovic | Marcelo Barrios Vera Juan Jose Rosas | 6–7(5–7), 7–6(7–1), [7–10] |
| Derrota   | 2. | 2015 | Campeonato Internacional Juvenil de Tênis de Porto Alegre, Brasil | GA        | Saibro     | Miomir Kecmanovic | Felipe Cunha Silva Alejandro Tabilo  | 4–6, 5–7                   |

## Outros títulos
Simples - 14 Anos
| Resultado | Nº | Ano  | Campeonato          | Categoria | Oponente          |
| --------- | -- | ---- | ------------------- | --------- | ----------------- |
| Vitória   | 1. | 2011 | Banana Bowl, Brasil | Saibro    | Federico Herrera  |
| Vitória   | 2. | 2012 | Banana Bowl, Brasil | Saibro    | Maximiliano Rozas |